# Station Mehun-sur-Yèvre
Station Mehun-sur-Yèvre is een spoorwegstation in de Franse gemeente Mehun-sur-Yèvre.